# Augustin Alois Neumann
Augustin Alois Neumann (14. června 1891 Olešnice na Moravě – 26. prosince 1948 Brno) byl český katolický kněz, člen řádu augustiniánů-eremitů, historik a profesor církevních dějin na teologické fakultě v Olomouci.

## Život

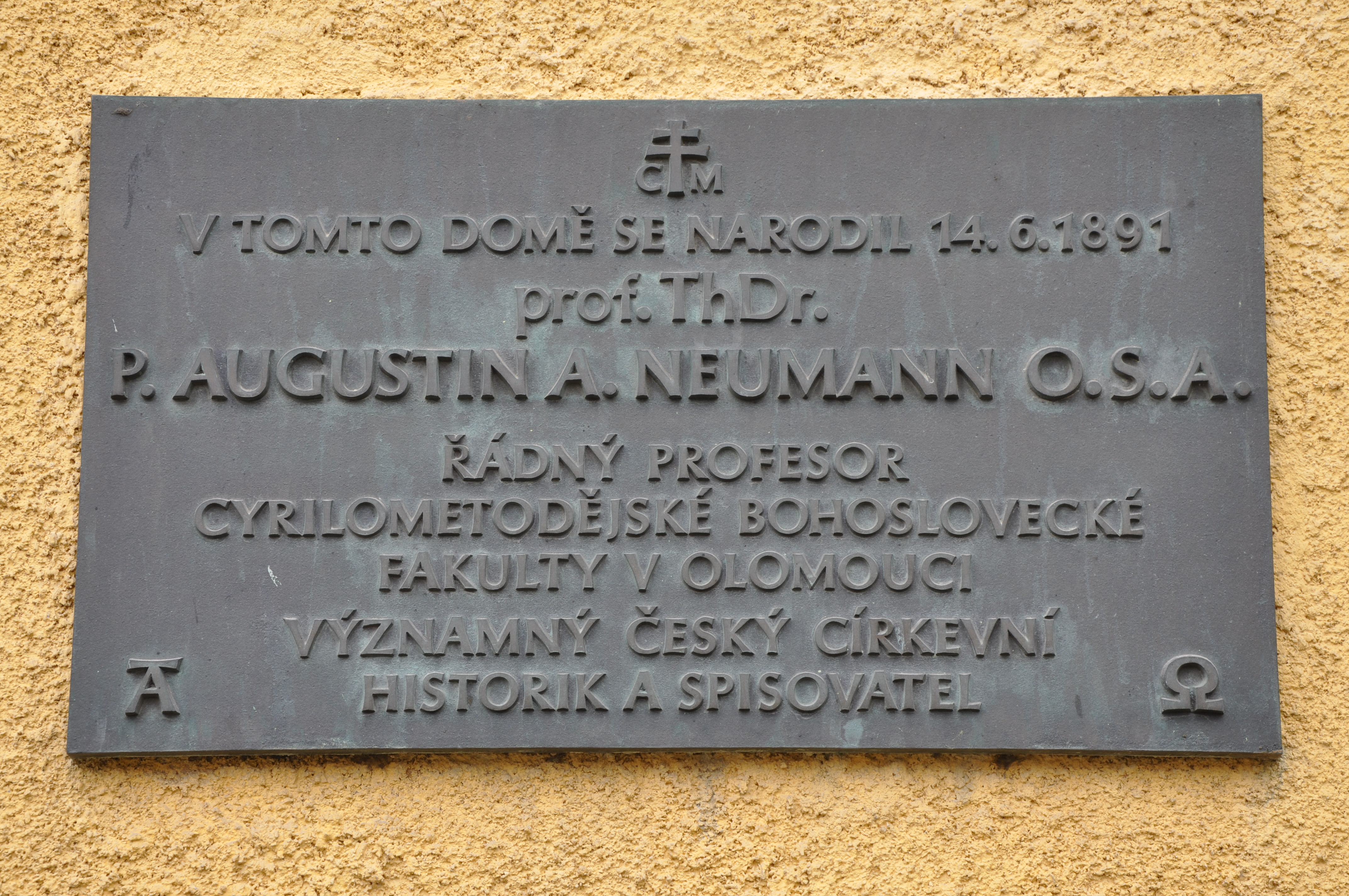
Plaketa na rodném domě

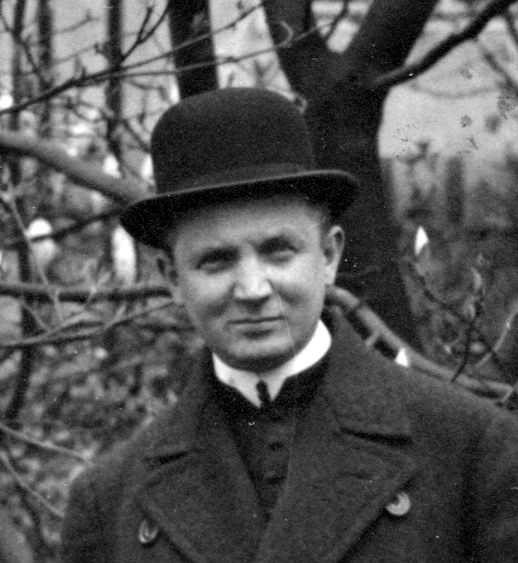
Augustin Alois Neumann

Po maturitě na První české reálce v Brně roku 1909 a zkoušce z klasických jazyků na prvním českém státním gymnáziu v Brně roku 1911 vstoupil do augustiniánského kláštera na Starém Brně, kde roku 1915 složil slavné sliby. Po studiu na brněnském bohosloveckém učilišti byl 5. července 1916 vysvěcen na kněze. Již na bohosloveckém učilišti pod vlivem dr. Jana Sedláka projevoval zájem o církevní dějiny, a proto získal v letech 1922–1923 školení v pomocných vědách historických na Institut catholique a na École des chartes v Paříži. Roku 1930 získal doktorát teologie na teologické fakultě v Olomouci, kde byl jmenován asistentem. Roku 1931 se habilitoval, roku 1934 byl jmenován mimořádným a roku 1938 řádným profesorem církevních dějin na teologické fakultě v Olomouci. Během války pracoval ve studijní knihovně v Olomouci, po válce ještě krátce vyučoval, ale na začátku školního roku 1946/1947 opustil pro nemoc akademickou činnost. Dožil ve starobrněnském klášteře, kde roku 1948 zemřel. Je pohřben v řádové hrobce na brněnském ústředním hřbitově.

## Dílo
Augustin Neumann napsal a knižně vydal víc než 30 archivně badatelských prací a množství menších historických studií, časopiseckých a novinových článků.
- Neznámá statuta moravská z 15. století. Statuta augustiniánů-kanovníků v Olomouci. Hlídka 33 (1916) – 35 (1918). Též jako separát: Vlast. nákl., Brno 1919, 109 s.
- Jiráskova husitská dramata. Knihtiskárna benediktínů, Brno 1919, 23 s.
- Církevní jmění za doby husitské se zřetelem k Moravě. Církevní knihovna č. 3, Našinec, Olomouc 1920, 215 s.
- České sekty ve století 14. a 15. Knihovna Cyrilometodějského tiskového spolku sv. 8, Cyrilometodějský tiskový spolek, Velehrad 1920, 93 s.
- Z dějin bohoslužeb v době husitské. Tiskové družstvo, Hradec Králové 1922, 104 s.
- Francouzská Hussitica I. Akta a listy z let 1383–1435. SaT III., č. 2–4, 1923, 154 s. + 2 mapy.
- Francouzská Hussitica II. Akta z doby pobělohorské. Theologicá literatura francouzská. Vyprávěcí prameny francouzské. Přispěl Josef Kratochvil. Dodatky. SaT IV, 1925, č. 3–4, 176 s.
- Z francouzských relací o českém povstání (1618–1622). Doklady. Úvodní stať zpracoval Jan Tenora. SHK 26 (1925) – 35 (1934).
- Prameny k dějinám duchovenstva v době předhusitské a Husově. Studie a texty k náboženským dějinám českým, Matice cyrilometodějská, Olomouc 1926, 238 s. (online, PDF 33 MB)
- Starobrněnský klášter za Křížkovského. Spolek pro postavení pomníku Křižkovského, Brno 1926, 15 s.
- 150 let biskupství brněnského. Lidová knihovna Dne, sv. 22, Brno 1927, 48 s.
- Katoličtí mučedníci doby husitské. Tiskové družstvo, Hradec Králové 1927, 160 s. (online, PDF 24 MB)
- Nové prameny k dějinám husitství na Moravě. Studie a texty k náboženským dějinám českým, Matice cyrilometodějská, Olomouc 1930, 289 s. (online, PDF 47 MB)
- Acta et epistolae eruditorium monasterii Ord. S. Augustini Vetero-Brunae. Pars. 1. (A. 1819–1850), Monasterium Vetero-Brunense, Brunae 1930, 198 s.
- Die katholischen Märtyrer der Hussitenzeit. Ins Deutsche übertragen von Anton Pelikan und Ernst Schneider. A. Opitz, Warnsdorf 1930, 275 s.
- Paběrky z konsistorního archivu v Hradci Králové. Časových úvah sv. 320, Tiskové družstvo, Hradec Králové 1930, 59 s.
- Mistr Jan Hus. Otisk Českého slovníku bohovědného. Dědictví svatojánské, Praha 1931, 80 s.
- Hus dle nejnovější literatury. Opravy a doplňky k Sedlákovu dílu o Husovi. Dědictví sv. Prokopa, Podíl údů na rok 1930–1931, č. 67, Praha 1931, 65 s. (online, PDF 11 MB)
- Prostonárodní náboženské hnutí dle dokladů konsistoře královéhradecké. K stopadesátému výročí tolerančního patentu … č.1: Doba tak zvaného Temna do roku 1740. Tiskové družstvo, Hradec Králové 1931, 208 s.
- Náboženství Kristovo a dějiny. Předneseno na 2. náboženském kursu Katolické akce diecéze brněnské 18.12.1932, Katolická akce, Brno 1932, 14 s.
- Čeština v moravsko – slezských kostelích v letech 1729–1748. sborník Družiny literární a umělecké k 50. narozeninám P. Emanuela Masáka, Olomouc 1933, s. 105–114.
- Římské zprávy o českých dominikánech. Bohemia dominicana, Praha 1933, 108 s.
- Piaristé a český barok. Na základě pramenů z generálního archivu řádového … . Společenská knihtiskárna, Přerov 1933, 166 a 13 s.
- Pravda o sv. Hostýně. Obrana proti domněnkám prof. Flajšhanse. Exerciční dům, Hlučín 1933, 32 s.
- Ze sbírky doktorských thesí olomoucké university. Příspěvek k poznání barokní grafiky I. Lidové závody tiskařské a nakladatelské, Olomouc 1934, 9+10 s. obr. příl.: Spisy CM fakulty bohoslovecké v Olomouci č. 8.
- K 200. výročí korunovace milostného obrazu Panny Marie v klášteře brněnských augustiniánů (1736–1936). Klášter augustiniánů, Brno 1936, 30 s.
- Zum zweihundertjährigen Krönungs – Jubiläum des Marien – Gnadenbildes im Kloster der Brünner Augustiner (1736–1936). Übertragen von Alfons Firkussny. Augustinerkloster, Brünn 1936, 34 s.
- Z dějin českých klášterů do válek husitských. Příloha revue Pax, Opatství emauzské, Praha 1936, 212 s.
- Die Chroniken der mahrischen Minoriten. Selbstverlag, Olmutz 1936, 63 a 5 s.
- Příručka českých dějin církevních pro katolické bohoslovce a kněze. CM bohoslovecká fakulta, Olomouc 1936, 415 s. (online Archivováno 1. 4. 2018 na Wayback Machine. , Wikizdroje 100MB)
- Ožehavé kapitoly z českých dějin církevních. Myšlenky a život sv. 4. Vyšehrad, Praha 1937, 125 s.
- Příspěvky k mladšímu církevnímu archivnictví a knihovnictví v Čechách a na Moravě (1500–1836). Nákl. vlast., Olomouc 1939, 24 s.
- K dějinám husitství na Moravě. Husitské války. Velehrad, Olomouc 1939, 155 s.
- Paběrky kapitulního archivu v Olomouci. Uvedení v biskupskou hodnost a úřad. Přijímání kanovníků. Hlídka 58, 1941, s. 22–24, 54–55, 83–85, 113–115.
- Z pamětí rodiny Neumannovy z Olešnice na Moravě. Nákl. vlast., Olomouc 1941, 85 s. a 16 s. obr. příloh.
- Ze slavné doby malířství moravského baroka. Dionysius Friedrich Strauss, premonstrát a malíř moravského baroka. Brněnská tiskárna, Brno 1944, 63 s.
- Katolictví a naše národní osvobození. Biskupská knihtiskárna v Hradci Králové, 1922, 91 s. (online, PDF 11 MB)